# David Moyes
David William Moyes, (Bearsden, 1963. április 25. –) skót labdarúgó, edző, jelenleg az Everton vezetőedzője.

## Pályafutása

### Edzőként
Moyes 2002 márciusában vette át az Everton irányítását, amelynél a 2012-13-as szezon végéig dolgozott, több mint 500 mérkőzésen ült a liverpooli csapat kispadján. 10 alkalommal választották meg a hónap menedzserének a Premier League-ben.
2013. május 9-én bejelentették, hogy 2013 júliusától a Manchester United menedzsereként fog dolgozni.2014. április 22-én menesztették a Manchester United csapatától. Az irányítása alatt az 51 hivatalos mérkőzésből 27-szer győzött, 15-ször kapott ki és 9 döntetlen ért el az angol csapat, és több negatív rekordot döntött meg.
2014. november 10-én a Real Sociedad, spanyol élvonalban szereplő csapat a hivatalos oldalán közölte, hogy David Moyes az új vezetőedző. 2016 július 23-án ő lett Sam Allardyce utódja a Sunderland kispadján.
2017 novemberében a West Ham United vezetőedzője lett.

## Sikerei, díjai

### Játékosként
- Celtic
  - Skót bajnok: 1981–1982
- Bristol City
  - Football League Trophy győztes: 1985–1986
- Preston North End
  - Angol negyedosztályú bajnok: 1995–1996

### Edzőként
- Preston North End
  - Angol harmadosztályú bajnok: 1999–2000
- Manchester United
  - Angol szuperkupagyőztes: 2013
- West Ham United
  - UEFA Konferencia Liga győztes: 2022–2023[8]

## Edzői statisztikái
Legutóbb 2023. június 7-én lett frissítve.
| Csapat            | Nemzet        | –tól               | –ig               | Mérleg     | Mérleg | Mérleg | Mérleg | Mérleg |
| M                 | GY            | D                  | V                 | Győzelem % |        |        |        |        |
| ----------------- | ------------- | ------------------ | ----------------- | ---------- | ------ | ------ | ------ | ------ |
| Preston North End | Anglia        | 1998. január 12.   | 2002. március 14. | 234        | 113    | 58     | 63     | 48.29  |
| Everton           | Anglia        | 2002. március 14.  | 2013. június 30.  | 518        | 218    | 139    | 161    | 42.08  |
| Manchester United | Anglia        | 2013. július 1.    | 2014. április 22. | 51         | 27     | 9      | 15     | 52.94  |
| Real Sociedad     | Spanyolország | 2014. november 10. | 2015. november 9. | 42         | 12     | 15     | 15     | 28.57  |
| Sunderland        | Anglia        | 2016. július 23.   | 2017. május 22.   | 43         | 8      | 7      | 28     | 18.6   |
| West Ham United   | Anglia        | 2017. november 7.  | 2018. május 13.   | 31         | 9      | 10     | 12     | 29.03  |
| West Ham United   | Anglia        | 2019. december 29. | Jelenlegi         | 180        | 83     | 33     | 64     | 46.11  |
| Összesen          | Összesen      | Összesen           | Összesen          | 1099       | 469    | 273    | 357    | 42.68  |